# Superbike-VM 2004
Superbike-VM 2004 kördes över 11 omgångar och 22 heat. Säsongen betraktades av många som en mellansäsong, då de japanska fabriksstallen inte ställde upp för andra året i rad. En enhetsregel för däck infördes med Pirelli som leverantör. Serien dominerades av fabriksstallet Ducati Corse och deras förare James Toseland och Régis Laconi. De japanska märkena återvände till följande säsong. Toseland vann sitt första VM, 24 år ung. Laconi tog silvret och Noriyuki Haga på en privat-Ducati bronset.

## Delsegrare
| Bana           | Vinnare         | Märke  | Vinnare             | Märke  |
| -------------- | --------------- | ------ | ------------------- | ------ |
| Valencia       | James Toseland  | Ducati | Noriyuki Haga       | Ducati |
| Phillip Island | Régis Laconi    | Ducati | Garry McCoy         | Ducati |
| Misano         | Régis Laconi    | Ducati | Pierfrancesco Chili | Ducati |
| Monza          | Régis Laconi    | Ducati | Régis Laconi        | Ducati |
| Oschersleben   | Noriyuki Haga   | Ducati | Régis Laconi        | Ducati |
| Silverstone    | Noriyuki Haga   | Ducati | Chris Vermeulen     | Honda  |
| Laguna Seca    | Chris Vermeulen | Honda  | Chris Vermeulen     | Honda  |
| Brands Hatch   | Noriyuki Haga   | Ducati | Noriyuki Haga       | Ducati |
| Assen          | James Toseland  | Ducati | Chris Vermeulen     | Honda  |
| Imola          | Régis Laconi    | Ducati | Régis Laconi        | Ducati |
| Magny-Cours    | James Toseland  | Ducati | Noriyuki Haga       | Ducati |

## Slutställning
| Plats | Förare              | Märke          | Poäng |
| ----- | ------------------- | -------------- | ----- |
| 1     | James Toseland      | Ducati         | 336   |
| 2     | Régis Laconi        | Ducati         | 327   |
| 3     | Noriyuki Haga       | Ducati         | 299   |
| 4     | Chris Vermeulen     | Honda          | 282   |
| 5     | Pierfrancesco Chili | Ducati         | 243   |
| 6     | Garry McCoy         | Ducati         | 199   |
| 7     | Steve Martin        | Ducati         | 181   |
| 8     | Leon Haslam         | Ducati         | 169   |
| 9     | Troy Corser         | Foggy Petronas | 146   |
| 10    | Marco Borciani      | Ducati         | 130   |